# Молодёжная сборная Финляндии по хоккею с мячом
Молодёжная сборная Финляндии по хоккею с мячом — представляет Финляндию на международных соревнованиях по хоккею с мячом среди игроков не старше 21 лет (до 2014 года — не старше 23-х лет).
Во всех молодёжных чемпионатах мира завоевала бронзовые медали.
До проведения  первого чемпионата мира среди молодёжных команд созывалась для международных товарищеских матчей с соперниками подходящего возраста из Швеции и основной сборной Норвегии.